# Cayes Hicks
Les Cayes Hicks  est un groupe de cayes inhabitées situé au sud de la baie de Chetumal, entre la caye St. Georges et la caye Chapel dans la mer des Caraïbes. Elles se trouvent au large de la côte du Belize , entre Belize City et San Pedro Town et appartiennent administrativement du District de Belize.